# Albanian Airlines
Albanian Airlines was een Albanese luchtvaartmaatschappij met thuisbasis in Tirana.

## Geschiedenis
Albanian Airlines werd opgericht in 1992 door Albtransport met hulp van Tyrolean Airways uit Oostenrijk. In 1995 werd Albanian Airlines overgenomen door de Koeweitse firma van de Kharafigroep. Op 11 november 2011 werd de Air operator's certificate van Albanian Airlines ingetrokken.

## Vloot
De vloot van Albanian Airlines bestond voor de stopzetting uit:
- 1 British Aerospace BAE 146-200
- 2 British Aerospace BAE 146-300

## Bestemmingen

### Albanië
Tirana - hub

### Buitenland
Bergamo, Bologna, Florence, Istanboel, Milaan, Pisa, Turijn, Verona